# The Film Daily
The Film Daily era un quotidiano statunitense dedicato al mondo dello spettacolo che venne pubblicato dal 1915 al 1970. Per 55 anni, Film Daily fu la fonte principale di ogni notizia riguardante il mondo dell'industria cinematografica e televisiva negli Stati Uniti. Il giornale includeva le ultime novità nell'ambiente di Hollywood, recensioni di film, notizie finanziarie, informazioni su cause giudiziarie e scioperi sindacali, e resoconti delle nuove scoperte tecnologiche in fatto di attrezzature.

## Storia editoriale
Il giornale nacque per volere del produttore cinematografico Wid Gunning nel 1913 (sebbene non come quotidiano) con il nome Wid's Film and Film Folk, e la pubblicazione mantenne la parola "Wid" nel titolo fino al 1922.
La storia editoriale del giornale si può dividere in cinque periodi separati:
- Wid's Film and Film Folk, 1915–1916, Wid's Independent Review of Feature Films, 1916–1918; Wid's Daily, 1918–1921; e Film Daily, 1922-1927
- Film Daily, 1928–1937
- Film Daily, 1938–1948
- Film Daily, 1949–1959
- Film Daily, 1960–1970

## Sondaggio annuale della critica
Film Daily era inoltre celebre per il sondaggio annuale di fine anno riservato alla critica, dove centinaia di critici cinematografici professionisti votavano quale secondo loro era il miglior film dell'anno. Non era raro che un film vincesse il sondaggio l'anno dopo che era uscito nei cinema, dal momento che la data presa in esame per il ciclo di eleggibilità di ogni anno era in genere il 1º novembre e il film doveva essere già uscito in generale. Via col vento, per esempio, uscì nel 1939 ma non fu eleggibile fino al 1941 quando passò dal circuito delle prime esclusive alla distribuzione normale.